# Ostrov Vize (Vize)
Ostrov Vize (Russisch: Остров Визе; Ostrov Vize), ook bekend als Zemlja Vize (Russisch: Земля Визе), is een eiland dat geïsoleerd gelegen is in de Karazee die deel uitmaakt van de Noordelijke IJszee en behoort tot Rusland.

## Geschiedenis
In 1924 deed de Russische wetenschapper Vladimir Joeljevitsj Vize onderzoek naar Georgi Broesilov’s noodlottig verlopen expeditie met de Svjataja Anna, die vastliep in het poolijs. Hij leidde aan de hand van de gegevens van navigator Valerian Albanov, een van de twee overlevenden van de expeditie, af dat er ergens een onbekend eiland moest liggen en wist de coördinaten te berekenen. Uiteindelijk werd het eiland op 13 augustus 1930 ontdekt door een Russische expeditie geleid door Otto Schmidt aan boord van de ijsbreker Sedov van kapitein Vladimir Voronin. Het eiland werd genoemd naar professor Vize van het Arctisch en Antarctisch Onderzoeksinstituut, die zich ook aan boord bevond en voet aan land zette op het eiland dat hij zelf wist te localiseren. 
Op 1 november 1945 werd het eerste hydrometeorologisch poolstation op het eiland geïnstalleerd, het meest noordelijke station ter wereld.

## Geografie
Het eiland met een oppervlakte van 288 km² is verlaten en schraal en regelmatig onderhevig aan Noordpoolstormen. In de zomer zijn grote gebieden ijs- en sneeuwvrij. Het eiland is vlak met een hoogteverschil van amper 22 meter. Het meest dichtbijgelegen eiland is Oesjakov dat zich 140 kilometer ten noorden bevindt. Vize ligt in het noorden van de Karazee, ongeveer halfweg tussen Frans Jozefland en Noordland en behoort tot het district Tajmyrski.

## Klimaat
Op het eiland heerst een poolklimaat met temperaturen die alleen in de zomer boven het vriespunt uitkomen en regelmatig temperaturen onder de -20°C vanaf november tot april.
| Maand                       | jan   | feb   | mrt   | apr   | mei   | jun   | jul  | aug   | sep   | okt   | nov   | dec   | Jaar  |
| --------------------------- | ----- | ----- | ----- | ----- | ----- | ----- | ---- | ----- | ----- | ----- | ----- | ----- | ----- |
| Hoogste maximum (°C)        | 0     | −0,2  | 0,9   | 1,5   | 2,3   | 5,1   | 8,7  | 8,1   | 4,5   | 2     | 1     | 0,2   | 8,7   |
| Gemiddeld maximum (°C)      | −21,3 | −22,4 | −21,2 | −16   | −6,9  | −0,3  | 1,7  | 1,3   | −1,4  | −8    | −15,1 | −20,1 | −10,8 |
| Gemiddelde temperatuur (°C) | −24,9 | −25,7 | −24,9 | −19,6 | −9,2  | −1,6  | 0,5  | 0,1   | −2,8  | −10,7 | −18,5 | −23,4 | −13,4 |
| Gemiddeld minimum (°C)      | −28,4 | −29   | −28,1 | −22,9 | −11,5 | −2,9  | −0,5 | −1    | −4,4  | −13,5 | −21,9 | −26,6 | −15,9 |
| Laagste minimum (°C)        | −47,9 | −44,5 | −47   | −44   | −32,1 | −14,6 | −5,1 | −11,4 | −22,2 | −38,2 | −41,3 | −43,7 | −47,9 |
|                             |       |       |       |       |       |       |      |       |       |       |       |       |       |
| Neerslag (mm)               | 13    | 10    | 11    | 11    | 13    | 15    | 17   | 22    | 22    | 24    | 16    | 15    | 189   |
| Bron: (ru) Weer en klimaat  |       |       |       |       |       |       |      |       |       |       |       |       |       |